# Antonio Hortelano
Antonio Hortelano Hontangas (Valencia, 16 de septiembre de 1975) es un actor español natural de Valencia.

## Biografía
Nació en Valencia en el año 1975 aunque pronto se trasladó a Madrid por motivos profesionales tras haber estudiado en el Colegio Público Torrefiel de Valencia.
Su primer papel importante para el gran público y con el que saltó a la fama fue el de Quimi, el chico rebelde del Colegio Azcona en la serie Compañeros al que dio vida durante cerca de 100 capítulos desde su estreno, en marzo de 1998, hasta junio del 2001, sin olvidar la adaptación cinematográfica de la serie, la película No te fallaré, cuyo reparto encabezaba junto a la actriz Eva Santolaria (en el papel de Valle) su pareja durante algún tiempo también en la vida real.
Antes de ser Quimi había intervenido en episodios de series como Turno de oficio o Médico de familia y en su filmografía destacan títulos como El seductor (1995), de José Luis García Sánchez; Más de mil cámaras velan por tu seguridad (2003), de David Alonso o Diario de una becaria (2005) de Josetxo San Mateo. Su última aparición en la gran pantalla hasta el momento ha sido en el filme Desde que amanece apetece (2005), de Antonio del Real.
En 2006 hizo un cameo en Siete vidas y uno de sus últimos trabajos televisivos ha sido la serie de La Sexta SMS en el papel de Juan, un joven camello inadaptado de 20 años que trapichea con los alumnos del colegio.
En 2007 estrenó la obra teatral Olvida los tambores, de Ana Diosdado, en la que comparte cartel con Carmen Morales, Ana María Polvorosa, Elena Furiase, Leandro Rivera y Guillermo Ortega entre otros.
Desde julio de 2011 coprotagoniza la serie Punta Escarlata, que se emite en Telecinco con buena audiencia.
Desde abril de 2013 y hasta julio de 2013 protagonizó junto a Patricia Montero y Martín Rivas, la serie El don de Alba, que emitió Telecinco y Divinity.
Desde mayo de 2014, interpreta a Curro en la nueva serie de la cadena Antena 3 Sin identidad.
En 2015 interpretó junto a Gabino Diego y Antonio Garrido la obra de teatro cómica Nuestras mujeres.
Actualmente vive en la zona de la Sierra de Guadarrama.

## Filmografía

### Cortometrajes
- El sótano (1998) de Hugo Stuven[2]
- Franco no puede morir en la cama de Alberto Macías (1998) Como Xavier Brufau.
- La última parada (Lo peor de todo) de Ricardo A. Solla (1999).
- El ingenio de Rosario Fuentenebro Yubero (2011)
- Doncella dormida (2011)
- Hidrólisis (2012)
- El viaje (2017)
- Manuela (2017)

### Películas
- El seductor de José Luis García Sánchez (1995) Como Cosme.
- La camisa de la serpiente de Antoni P. Canet (1996) Como Carlos.
- La sal de la vida de Eugenio Martín (1996) Como José.
- Black (1998) Como Lou Baker.
- No te fallaré de Manuel Ríos San Martín (2001) Como Quimi Verdet.
- Más de mil cámaras velan por tu seguridad de David Alonso (2003) Como Toni.
- Cosa de brujas de José Miguel Juárez (2003) Como Serafin.
- Diario de una becaria de Josetxo San Mateo (2003) Como Marce.
- Condón Express de Luis Prieto (2005) Como Paco.
- Desde que amanece apetece de Antonio del Real (2005) Como Huesitos.
- La final (2015)

### Episódicos
- Turno de oficio Cap: "Los fugitivos" (1986) Como Luis.
- Médico de familia Cap: "Bon voyage", (1997)
- Más que amigos Cap: "Enamorados", (1997) Como Alex Motana
- Manos a la obra Cap: Chapuza de oro", (1998)
- 7 vidas Cap: "El diablo sobre ruedas". (2006)
- Los misterios de Laura  Cap: "El misterio de los diez desconocidos", (2011)
- Colegas (serie digital) (2018)
- Citas Barcelona Cap: "Claudia-Imanol", (2023)

### Fijos
- La otra familia (1996) Como Carlos.
- Compañeros (1998-2001) Como Joaquín Verdet "Quimi".
- SMS, la sexta (2006-2007) Como Juan. (Camello y camarero del Blue).
- Punta Escarlata (2011) como Max Vila.
- El don de Alba (2013) como Gabriel Vega el mejor amigo de Alba.
- Sin identidad (2014-2015) como Francisco González Torres "Curro"

### TV-Movies
- Mis estimadas víctimas de Pedro Costa, (2005) Como Maxi.
- Flor de mayo de José Antonio Escrivá, (2008) Como Tonet.

### Teatro
- Un favor, de Susanna Garachana (2025, anunciada) [3]
- La Cuenta (2021)
- La Fuerza del Cariño (2019)
- Dos más Dos (2019)
- Las amazonas (2018)[1]
- Nuestras mujeres (2015)
- Una semana nada más (2013)
- Burundanga (2011-2018)
- Los 80 son nuestros de Ana Diosdado (2010)
- Olvida los tambores de Ana Diosdado (2007)

### Premios y distinciones
- Nominado a Premio Iris a la mejor interpretación masculina de Premios Iris (España) (Premio de la Academia de las Ciencias y las Artes de Televisión) a Antonio Hortelano (Joaquín Verdet "Quimi"), por Compañeros (serie de televisión).
- Nominación al Premio TP de Oro al Mejor Actor Antonio Hortelano (Joaquín Verdet "Quimi"), por Compañeros (serie de televisión).